# Amathillopsis lowry
Amathillopis lowry — вид бокоплавів родини Amathillopsidae. Описаний у 2023 році.

## Поширення
Вид поширений на південному заході Тихого океану. Типовий зразок виявлений причіпленим до губки на глибині 4600 метрів біля узбережжя Нової Зеландії.